# ダチア・ロガン

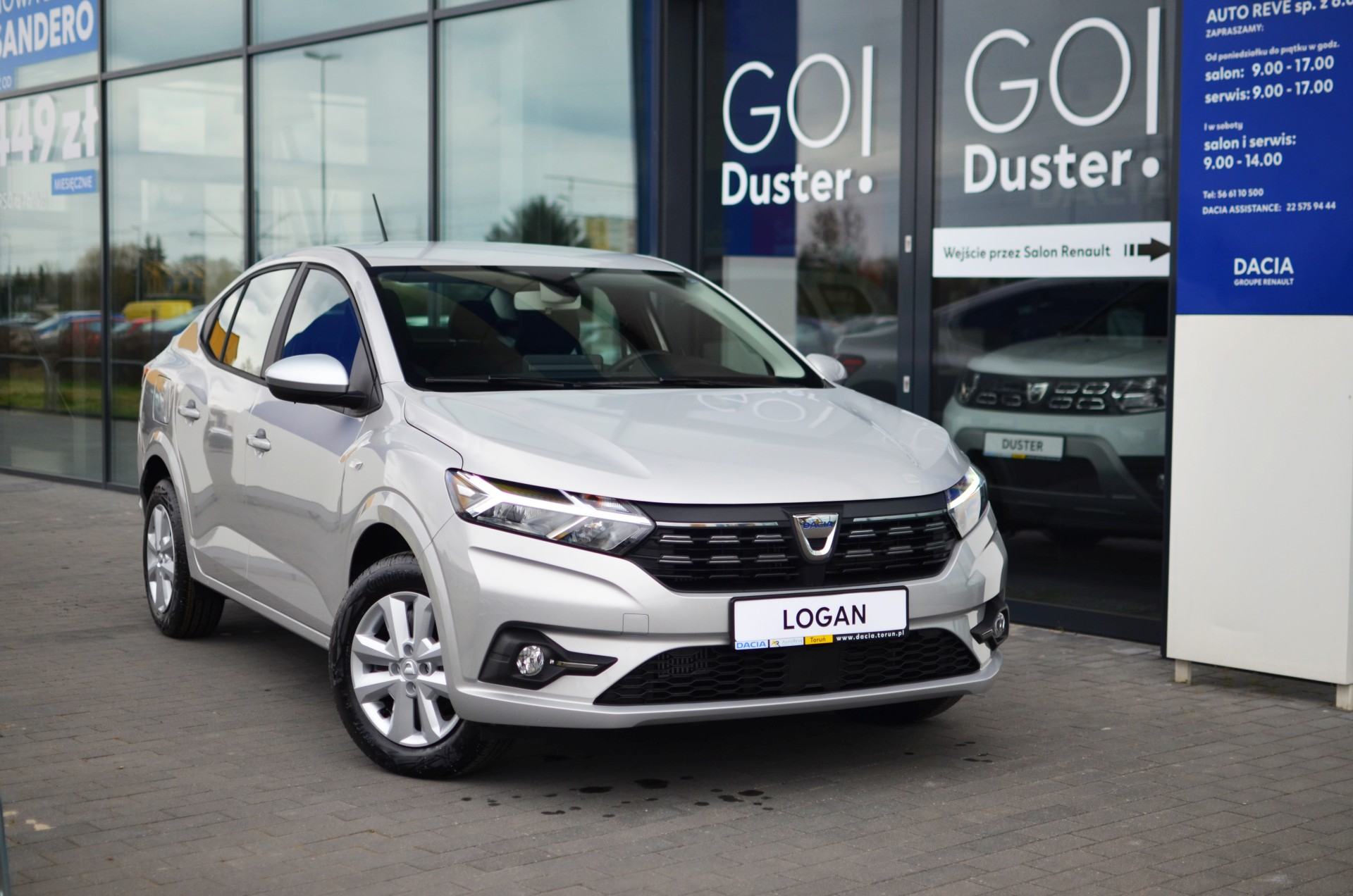
ダチア・ロガン (現行)

ダチア・ロガン (Dacia Logan) は、ルーマニアの自動車製造会社、ダチアが製造する小型自動車。親会社のルノーの世界戦略車であり、地域によってはルノーブランドで販売される。

## 初代（2004年-）
2004年発表。1998年にダチアを傘下に収めたフランスのルノーによって1999年から「プロジェクトX90」として開発が進められた。X90のプロジェクトマネージャーは後にルノーサムスン自動車のCEOなどを歴任するジャン・マリー・ウ（ェ）ルティジェ (：Jean Marie Hurtiger) である。当初はルーマニアの低賃金と高い生産技術を両立させることで5000ユーロで販売することを目標に開発されたものの、実際販売された際は諸般の事情により6000ユーロからになった。低価格ながらルノーの最新技術が反映されており、ルノーと日産の共同開発によるアライアンス・BプラットフォームをベースとしたB0プラットフォーム採用し、エンジン、ギアボックス、内装など、他のルノー車のパーツを50%程度流用することでコストの低減を図っている。
エンジンは当初2種類の直4ガソリンエンジン（1.4 Lと1.6 L）が用意され、2006年3月には1.5リットルの直4コモンレールディーゼルエンジン（1.5DCi、9840ユーロから）も追加された。
ボディタイプは当初は4ドアセダンのみの設定だったが、後にステーションワゴン（ロガンMCV）とバン、ピックアップ、ハッチバックの派生車種（サンデロ）も追加された（後述）。
2008年7月にはフェイスリフトが行なわれ、新デザインのグリルが与えられた。

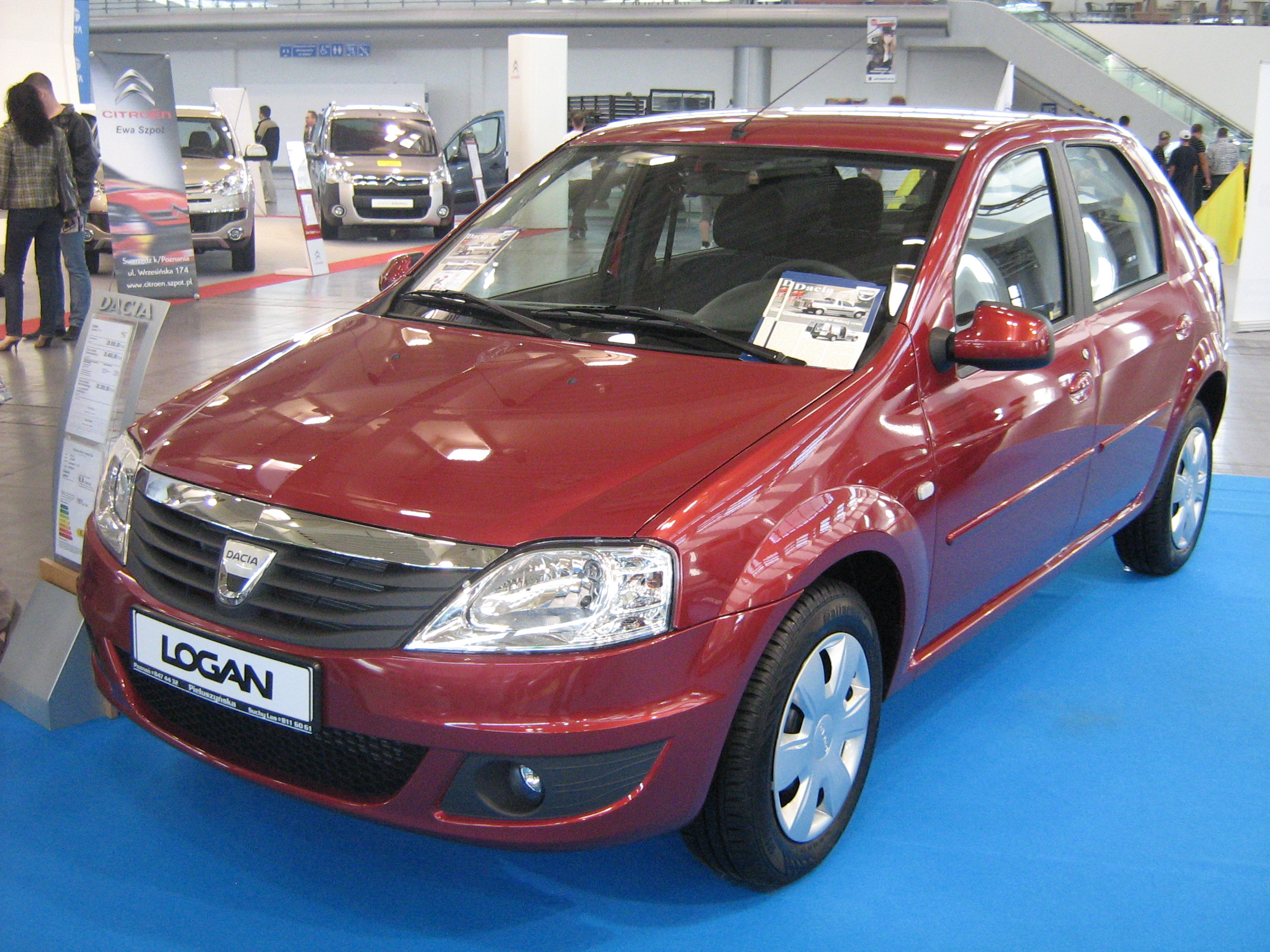
後期型（フロント）
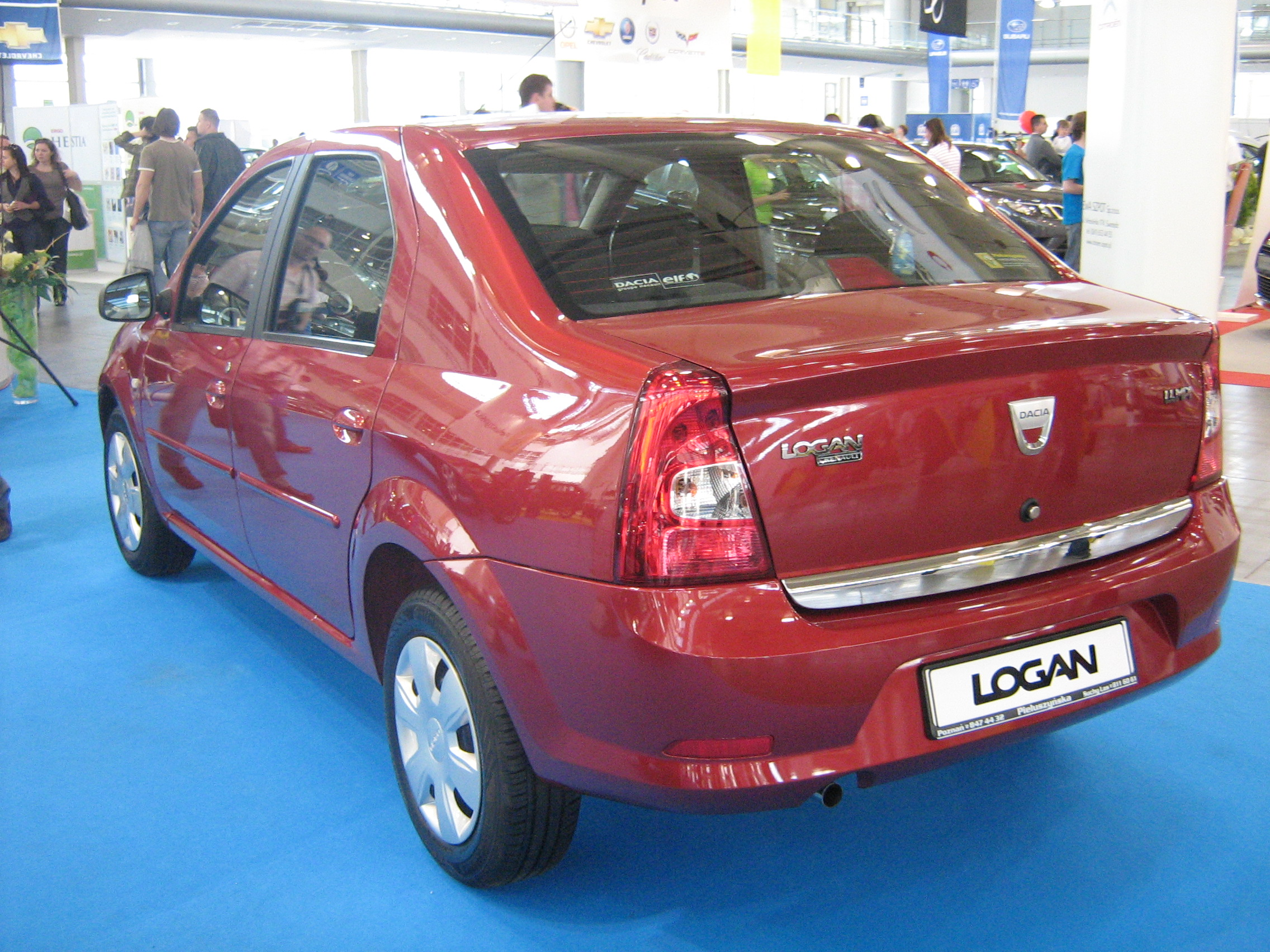
後期型（リア）
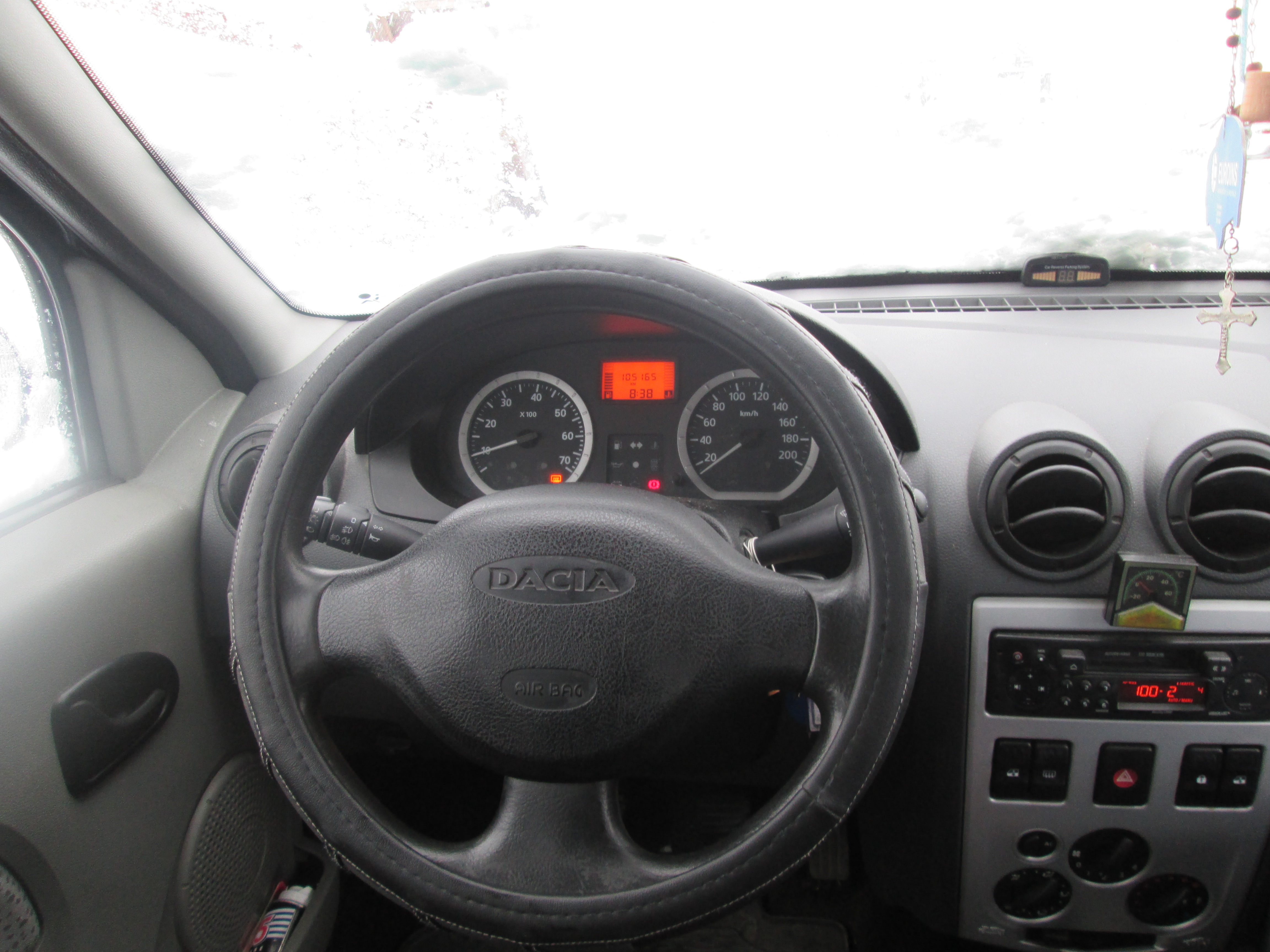
インテリア（2006年）

### ロガンMCV
| ロガンMCV |  | ロガンMCV |
| ロガンMCV |  |           |

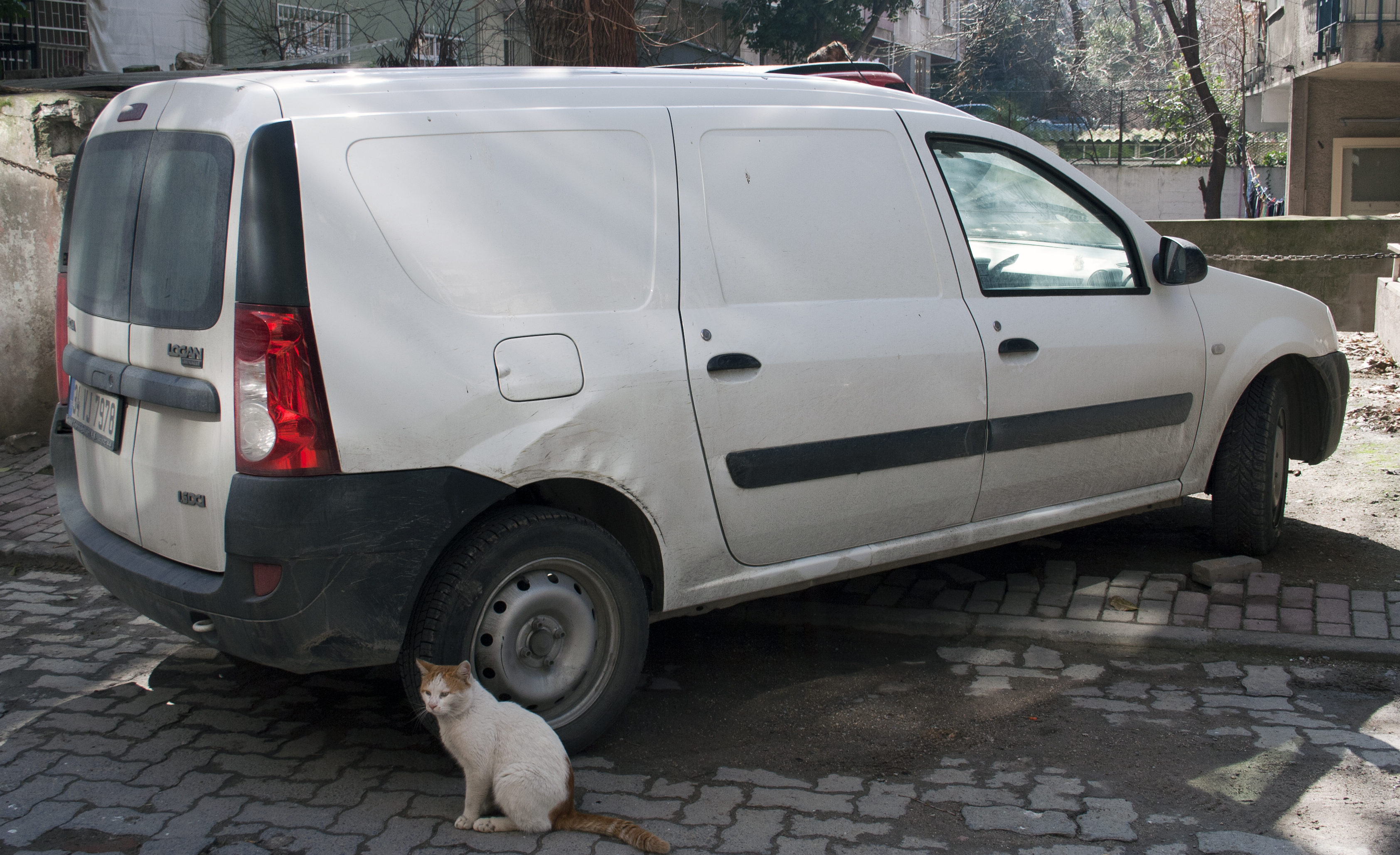
バン

先行コンセプト「ロガン・ステップ」 (Logan Steppe）が2006年3月のジュネーヴモーターショーで、市販モデルが同年9月のパリサロンで公開され、同年10月からルーマニア国内で発売された。
MCVはMulti Convivial Vehicleの略である。セダンと比較して全長が200 mm、全高が115 mm、ホイールベースが270 mmそれぞれ大きく、2列シート5人乗り仕様の他に3列シート7人乗り仕様も用意される。エンジンはセダンと同じである。また2007年1月にはロガンMCVをパネルバン化したロガン・バンも発売された。

### ロガンピックアップ

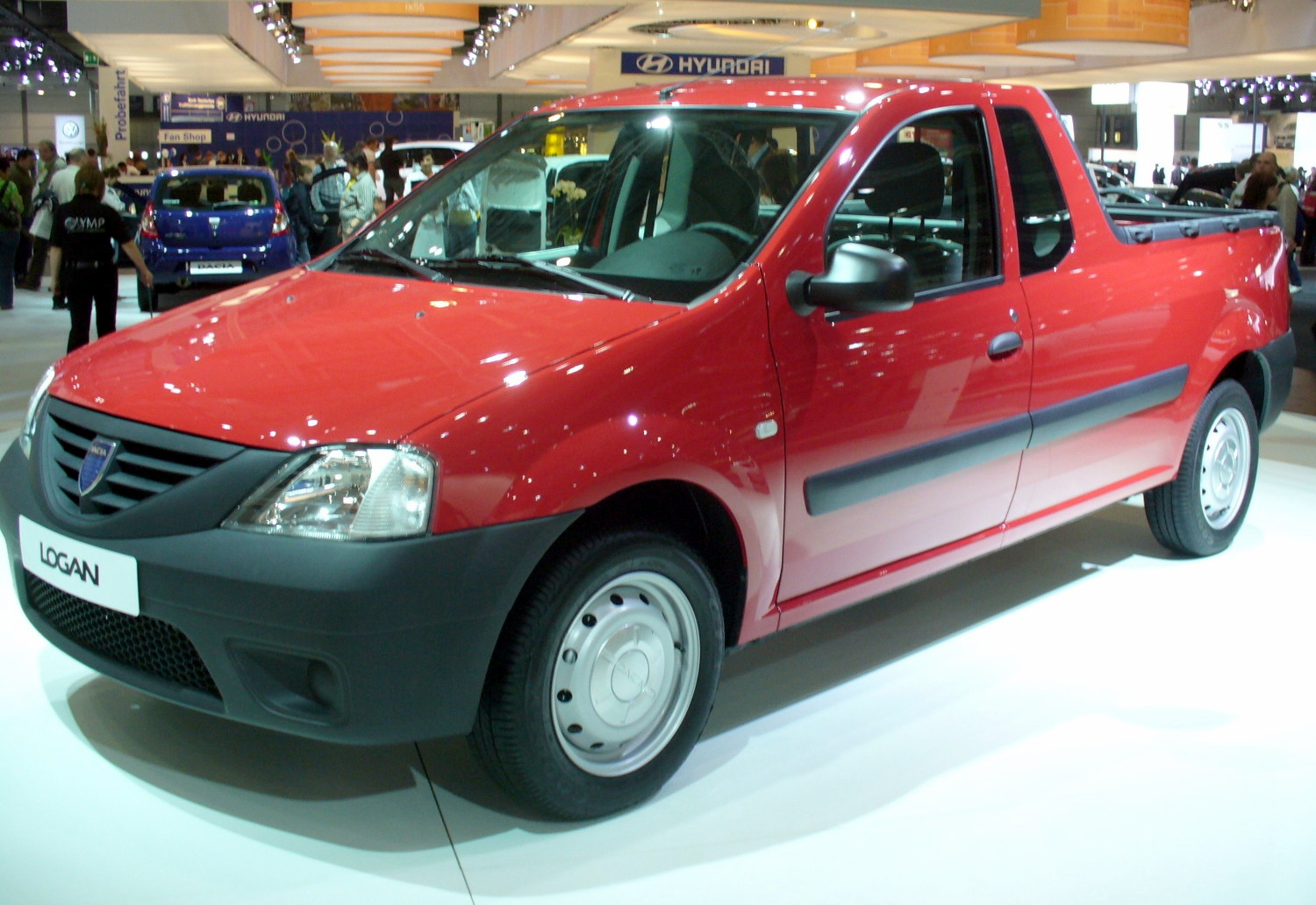
ロガンピックアップ

2008年3月にルーマニアで発売された、ロガンベースのピックアップトラックである。2008年中にブルガリアおよびトルコで発売され、2008年10月には、1400バッキーの後継として南アフリカ市場に日産ブランドのNP200として販売開始。

### 世界各国での展開
ダチアの生産分については現在東欧諸国および、フランス（タヒチやニューカレドニアなどの海外県も含む）、ドイツ、スペインなどの西欧諸国へ輸出されている。また、親会社のルノーもロシアのアフトフラモス、コロンビアのソファサ (SOFASA)、モロッコのカサブランカ工場（以上、2005年から生産開始）、ブラジルのクリチバ工場（2007年より。アルゼンチンなどにも輸出）で生産を行っている。ルノーの生産分についてはルノーブランド車として販売が行われている。
メキシコでは日産自動車が2007年7月からブラジル産ロガンのOEM供給を受けて、「アプリオ」の車名で販売していたが、2010年8月に販売を中止した。
イランでは2007年5月からイラン・ホドロによって「ルノー・トンダル90」 (Renault Tondar 90) として製造・販売されている。

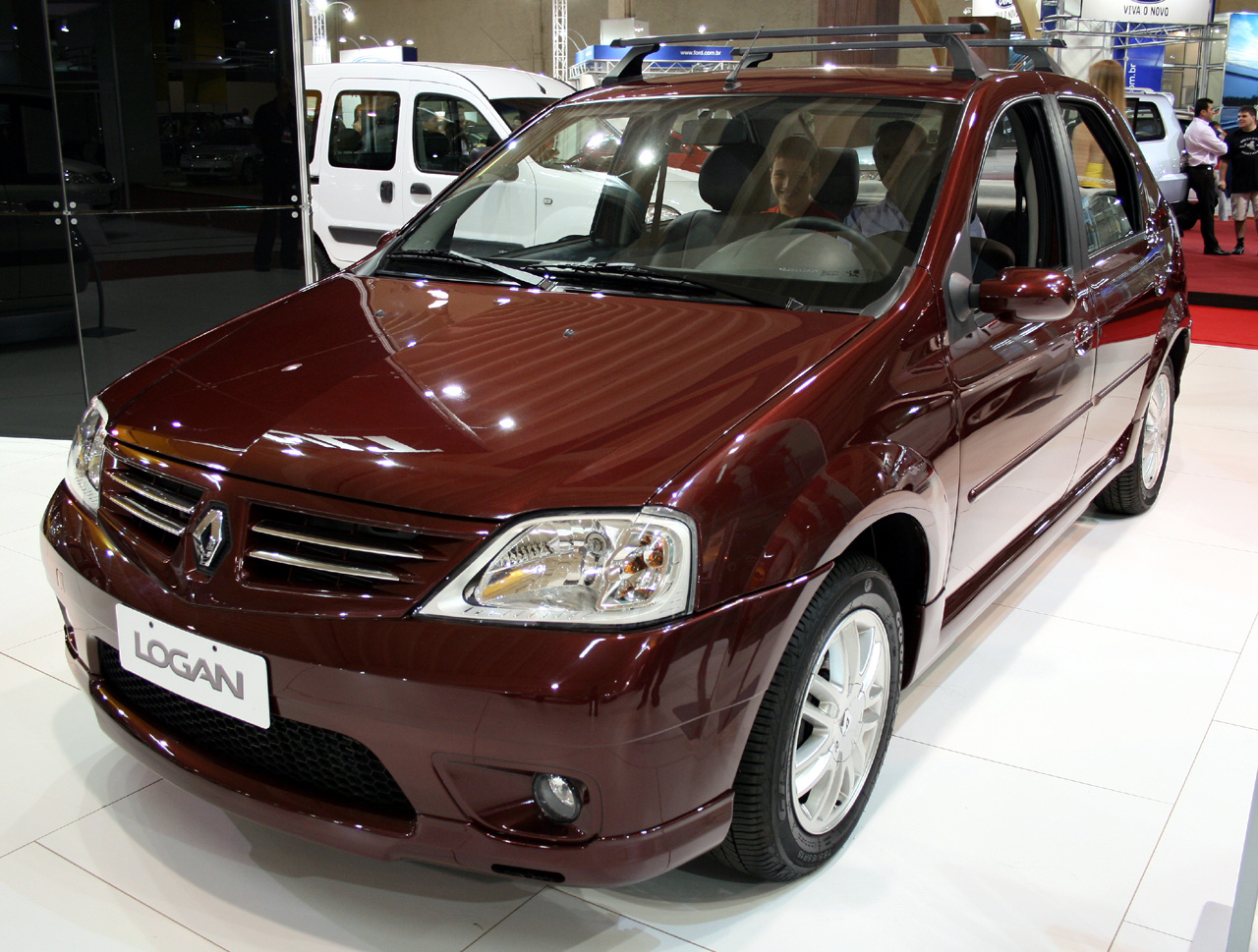
ルノー・ロガン前期型（ブラジル仕様）
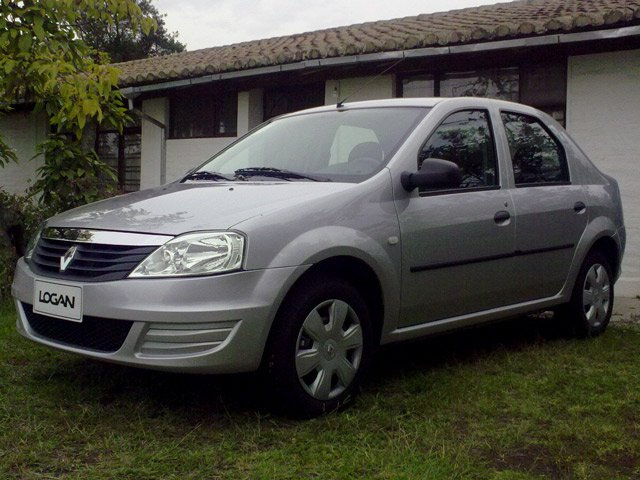
ルノー・ロガン後期型（エクアドル仕様）
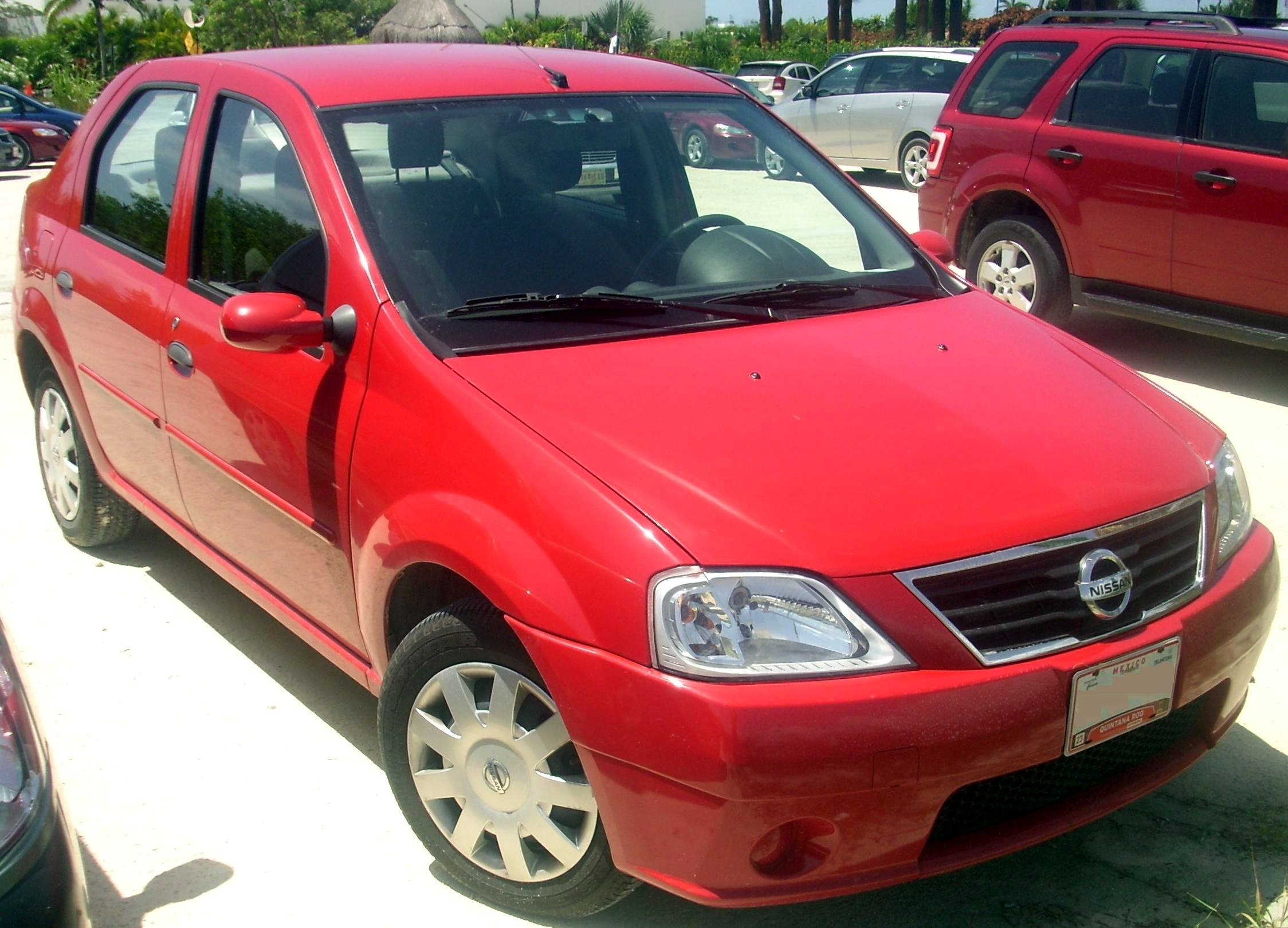
日産・アプリオ（フロント）
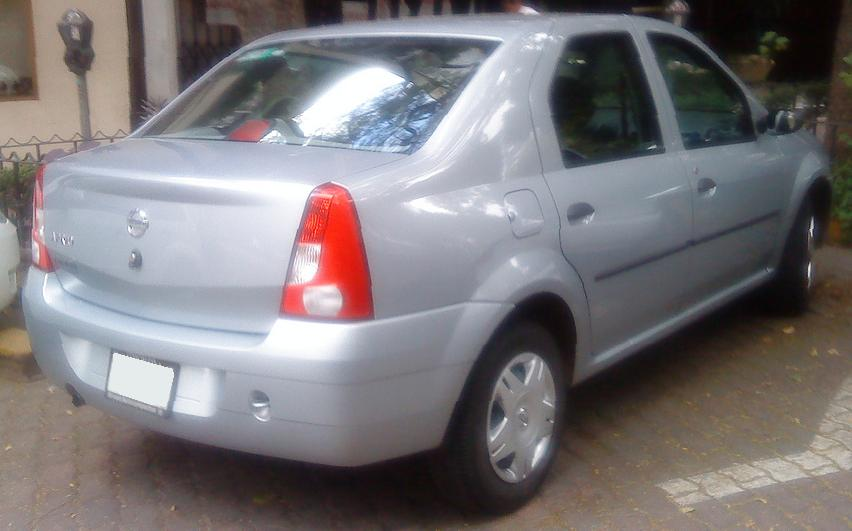
日産・アプリオ（リア）

#### マヒンドラ・ベリート

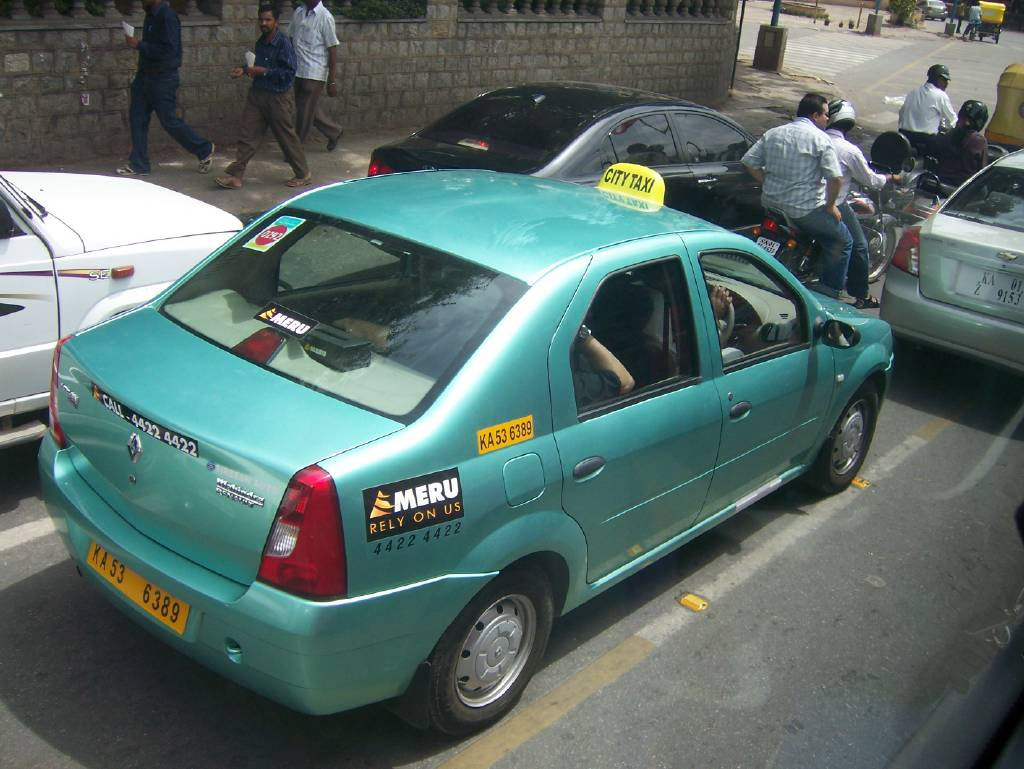
マヒンドラ・ルノー版ロガン

インドではマヒンドラ&マヒンドラとの合弁会社「マヒンドラ・ルノー」によって、ロガン初の右ハンドル車が2007年7月に投入された。エンジンは1.4Lガソリンと1.5Lディーゼルの2種類。しかしながら販売は振るわず、2010年に合弁は解消された。マヒンドラはインド国内におけるロガン展開の権利を引き続き有するものの、ルノーのブランドおよびロゴの使用は同年までに限定され、さらに1年半後には車名の変更も義務付けられることとなった。2011年4月26日、マヒンドラ版ロガンが「ベリート」 (Verito) の車名で発表された。ベリートは翌2012年7月26日にフェイスリフトが行われ、内外装の上質化が図られている。
2013年6月5日、マヒンドラはベリートの派生モデル「ベリートバイブ」(Verito Vibe) を発売した。全長を税制上有利な4m未満に縮めてハッチバック風のスタイリングを持たせたノッチバック車である。トランクスペースは330リットル確保している。エンジンは1.5L dCiのみとなる。

#### ラーダ・ラルグス

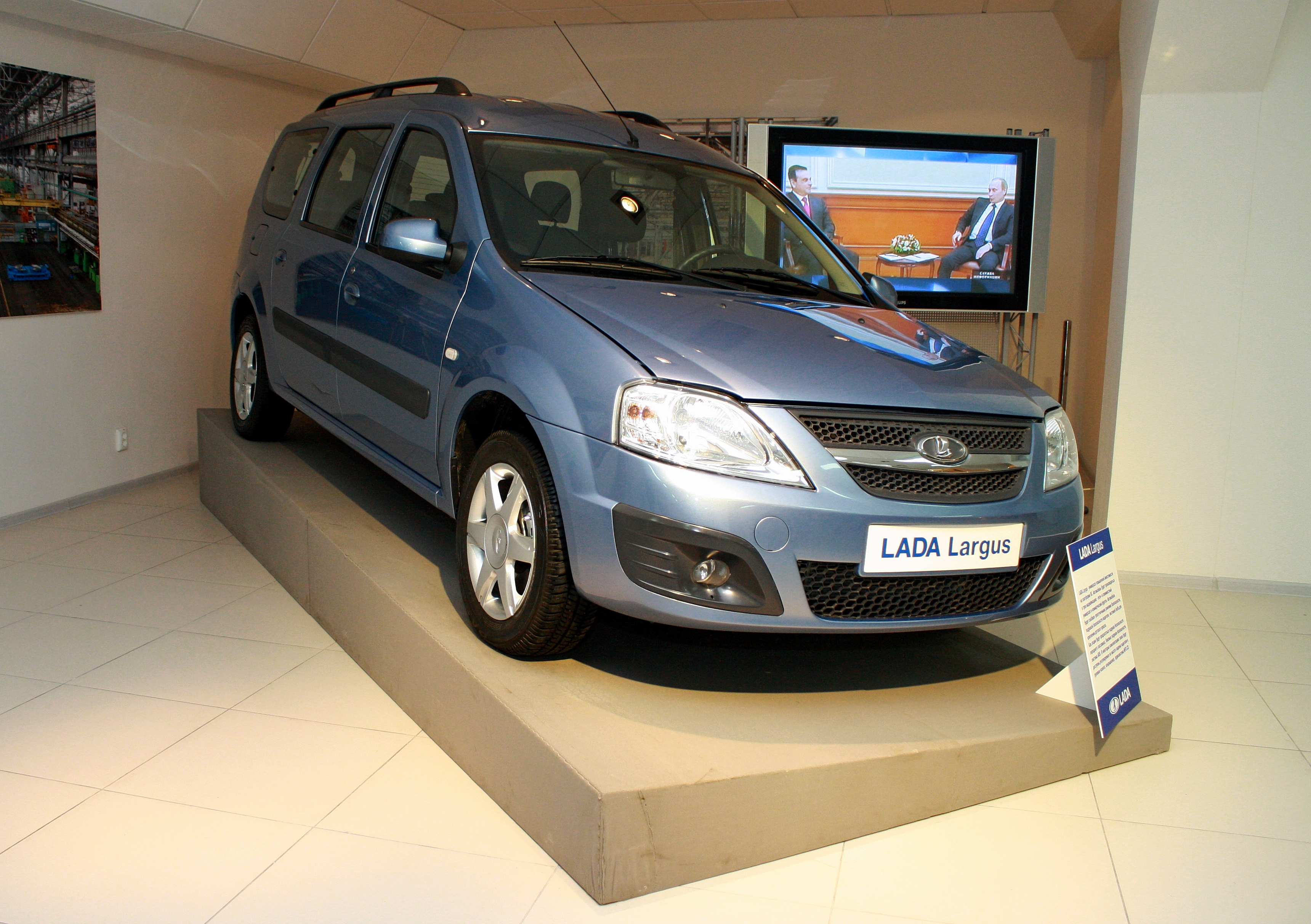
ラーダ・ラルグス

ロシアではまた、アフトヴァースとルノー-日産アライアンスによる最初の大型共同開発プロジェクトして、ロガンMCVをベースとするラーダブランドの新車種の開発が行われた。2010年のモスクワ国際モーターショーに「プロジェクトR90」コンセプトとして出品され、その市販モデルとなる「ラルグス」 (Largus) は2012年4月4日にトリヤッチ工場にてロシア首相ウラジーミル・プーチンの立ち会いのもとで生産が開始された。ラルグスはR90ワゴン（5人乗りと7人乗り）とF90カーゴバン（2人乗り）の2種類が用意される。

## 2代目（2013年- ）
2012年のモンディアル・ド・ロトモビルでワールドプレミア後、2013年のジュネーブモーターショーでも披露され、その後発売を開始。ワゴン版のロガンMCVとハッチバック版のサンデロも同時にフルモデルチェンジを受けた。セダンは一部の国においては、ルノー・シンボルの名で販売される。
いずれも外観は一新されるも、メカニズムの多くを初代からのキャリーオーバーとすることで初代同様、他車ライバルを大きく引き離す低価格をウリとしている。設計作業の60%はルーマニアにあるルノーのエンジニアリングセンターで行われた。
新設計のMediaNavシステムを搭載しており、マルチメディア機能を備えた7インチのタッチスクリーンディスプレイとナビゲーションソフトウェアが含まれている。これはデビューした同じ年の初めに、同社のロジーにすでに導入されたものである。インテリアは大幅に改良され、新しいクロームメッキのパーツが追加され、ボンネットはストラットで補強されるようになった。ダッシュボードに配置された新しいエコボタンは、エンジンの回転数を4,000rpmに制限する。

### パワートレイン
先代の時点でエンジンのバリエーションは豊富であったが、2代目では新しい直列3気筒ターボチャージャー付きの0.9 Lガソリンエンジンを追加した。他の2つのエンジンオプションは、1.2 L 16バルブガソリンエンジンで、どちらも当初はLPG仕様も選択できた。1.5 L ディーゼルエンジンは出力違いで2種がある。パフォーマンスは、主に2代目のサンデロのものと似ている。その後2014年末に、最初のLPGエンジンは新しいEuro 6排出基準を満たしていなかったために廃止され、ダウンサイジングした0.9 TCeが採用された。この0.9 TCeエンジンには、2015年8月の改良でスタート&ストップシステムが搭載されるようになった。
2016年末から、ダチアが独自に開発したAMT、Dacia Easy-Rが搭載される。
| エンジン              | 排気量 (cc)      | タイプ                       | 最高出力 (kW (PS)/rpm) | 最大トルク (Nm (kgm)/rpm)   | 備考             |                  |                  |
| ガソリンエンジン      | ガソリンエンジン | ガソリンエンジン             | ガソリンエンジン       | ガソリンエンジン            | ガソリンエンジン | ガソリンエンジン | ガソリンエンジン |
| --------------------- | ---------------- | ---------------------------- | ---------------------- | --------------------------- | ---------------- | ---------------- | ---------------- |
| M281 E10              | 999              | 直列3気筒DOHC                | 52 (71) / 6,000        | 91 (9.3) / 2,850            |                  |                  |                  |
| D4F                   | 1,149            | 直列4気筒SOHC 16バルブ       | 55 (75) / 5,500        | 105 (10.7) / 4,250          |                  |                  |                  |
| K7M 800               | 1,598            | 直列4気筒 16バルブ           | 62 (84) / 5,250        |                             |                  |                  |                  |
| フレックス燃料車      |                  |                              |                        |                             |                  |                  |                  |
| D4D                   | 999              | 直列4気筒SOHC 16バルブ       |                        |                             |                  |                  |                  |
| K7M 764               | 1,598            | 直列4気筒 16バルブ           | 73 (99) / 5,500        |                             |                  |                  |                  |
| H4M                   | 1,598            | 直列4気筒DOHC 16バルブ       |                        |                             |                  |                  |                  |
| ガソリン/LPG          |                  |                              |                        |                             |                  |                  |                  |
| M281 E09 LA (0.9 TCe) | 898              | 直列3気筒DOHC 16バルブターボ | 66 (90) / 5,500        | 135 (13.8) / 2,500          |                  |                  |                  |
| D4F                   | 1,149            | 直列4気筒SOHC 16バルブ       | 55 (75) / 5,500        | 105 (10.7) / 4,250          |                  |                  |                  |
| ディーゼルエンジン    |                  |                              |                        |                             |                  |                  |                  |
| K9K (Blue dCi)        | 1,461            | 直列4気筒SOHCターボ          | 66 (90) / 4,000        | 220 N⋅m (22.4 kg⋅m) / 1,750 | 2018年から生産   |                  |                  |

### バリアント

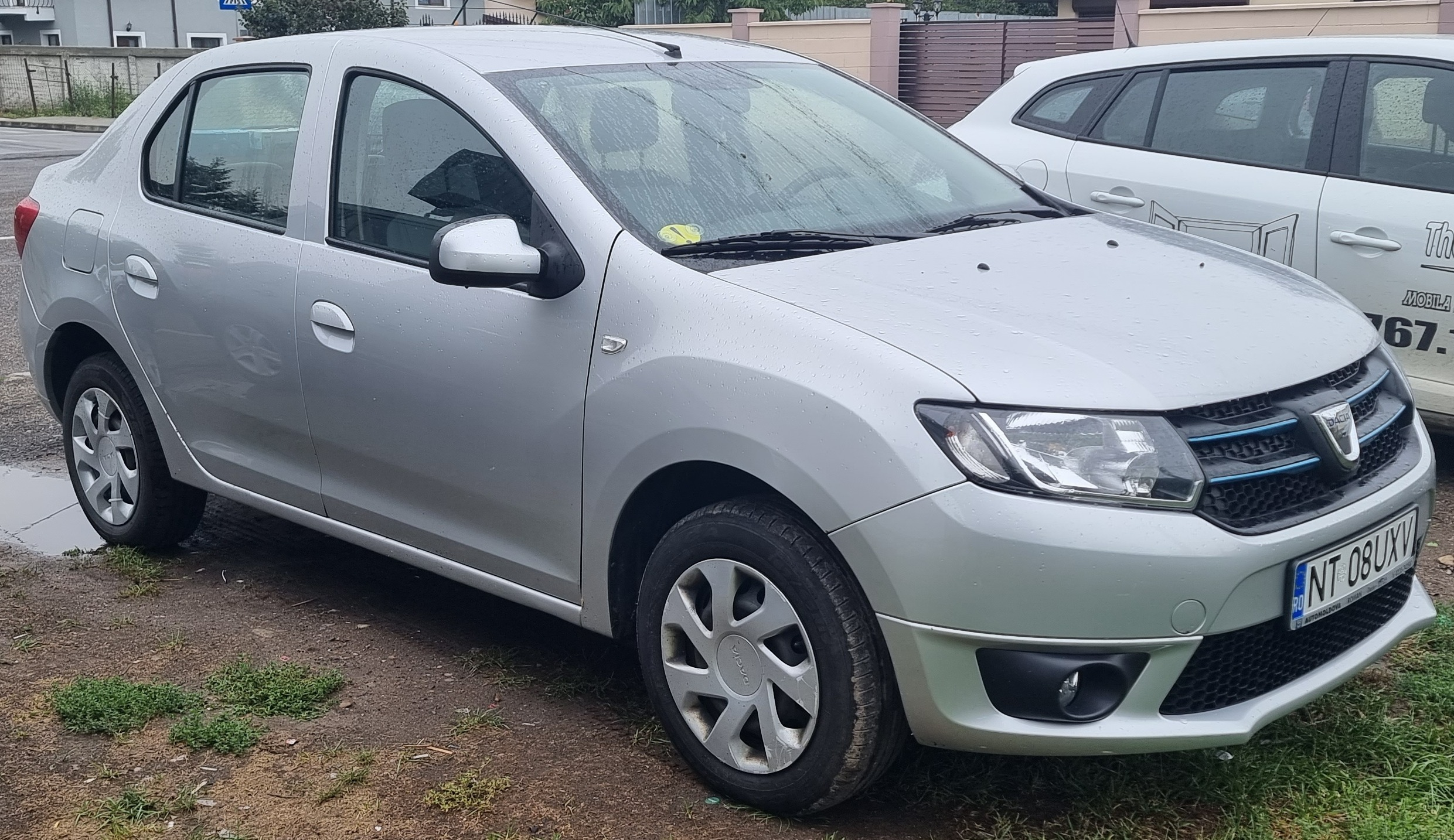
セダンタイプ

ヨーロッパ市場ではアクセス、アンビエンス、ローリエイト、ステップウェイ、プレステージなど、さまざまなトリムレベルが用意された。アクセスにはブラックのバンパーとパワーステアリングが付属し、1.2 Lエンジンのみの設定となる。アンビエンスには、ボディカラーのバンパー、ホイールカバー、エコモード機能、パワーロックドア、フロントパワーウィンドウ、CDプレーヤーがあり、オプションとしてメタリックペイント、フォグランプ、エアコンが設定された。ローリエイトはボディ同色のドアハンドルとフォグランプを標準装備し、トリップコンピューターを追加しているほか、メタリックペイント、メディアナビシステム、レザー張り、パーキングセンサー、クルーズコントロール、アロイホイールも注文できる。これは、1.5 Lディーゼルエンジンの90 PS (66 kW)仕様を選択できる唯一のトリムレベルである。
2014年6月には、発売10周年を記念して限定車が登場した。このバージョンはわずか2,000台しか生産されず、オートエアコン、ダブルオプティックフォグランプ、ミラーマウントリピーター、16インチホイールなどの新しい機器に加えて、さまざまなダッシュボード照明（当時の一般的な琥珀色ではなく白）などの特別なデザイン要素を備えている。このモデルはルーマニア市場でのみ入手可能で、1.2 16vガソリンエンジンと1.5 dciディーゼルエンジンを搭載し、どちらも75bhpとなっていた。
2015年10月、ダチアはオートマチックエアコン、ミラーマウントリピーター、16インチホイールを備えた新しいプレステージトリムレベルを発売した。

### ロガンMCV
ワゴン仕様にあたるロガンMCVは、2013年のジュネーブモーターショーでデビューした。この車はMCVの名前を保持しているが、以前の"Multi Convivial Vehicle"（マルチに楽しい乗り物）ではなく、"Maximum Capacity Vehicle"（最大容量車両）の略に変更された。5人乗りで、ラゲッジ容量はセダンの573 Lから1,518 Lに拡大されていて、セダンと同じ標準装備とエンジン範囲を備えている。2013年後半から販売を開始した。

### フェイスリフト
2016年のパリモーターショーで最初のフェイスリフトを発表した。ダチアのデザイナーは、ダチアモデルに新しい外観を与えたいと考えており、特にフロント部分にはいくつか新機能を含むデザインの変更が行われた。フロントとリアのバンパーはわずかに再設計され、ヘッドライトはLEDデイランニングライトを含む新しいデザインになった（ダチア車がLEDライトを装備するのは初である）。審美的なパッケージは、ダスターに見られるものと同様の新しいフロントグリルによって完成される。
インテリアの変更点には、ホーンを含む4本スポークのステアリングホイール、新しいボタン、新しい外観に合わせたクロームラインが含まれる。ダッシュボードを覆い、解像度が向上したモニターにフィットしたプラスチック部品もある。

### ロガン・ステップウェイ/インテンス
フェイスリフト後、ロガンにはクロスオーバースタイルの「ステップウェイ」も設定された。こちらは車高が高められ、ブラックのプラスチックホイールアーチトリム、ボディクラッディング、スキッドプレート、ルーフレールなどのエクステリアアクセサリーが追加されている。
2017年2月、ヨーロッパでロガンMCVステップウェイ。2018年からは、ラテンアメリカ市場でセダンにも設定され、2019年11月からヨーロッパでも設定された。
ルノー・ロガン・ステップウェイは2018年12月にロシアで、次いで2019年7月にブラジルで発売された。しかし、サンデロベースのステップウェイとの混同を避けるため、ステップウェイのネームプレートを持たずにフェイスリフトされたモデルとなった。コロンビアを含むいくつかの南米市場では、ルノー・ロガンのクロスオーバーバージョンがインテンスのトップトリムとして利用可能だった。
CVTを装備したバージョンの場合、プラットフォームレイアウトのスペースが狭いためにCVTギアボックスが収まらないという事実を軽減するための基本的な回避策として、手直しされたサスペンションを装着して車両が持ち上げられた。最低地上高を上げないと、CVTユニットが地面に近づきすぎて破損する恐れがある。

### マーケティングと製造
ルーマニアでの販売は2012年11月に開始され、価格は6,690ユーロから。ルーマニアのミオヴェニとモロッコのカサブランカのソマカ工場で、北アフリカ市場向けに製造されている。2代目ロガンの7人乗りまたはパネルバンバージョンはなく、それぞれロッジーとドッカーに置き換えられている。
一部の市場ではルノーブランドから販売されている。セダンは、2013年6月のブエノスアイレスモーターショーで発表された後、2013年12月に2代目ルノー・ロガンとして南米でも発売された。サン・ジョゼ・ドス・ピニャイス（クリチバ近郊）にあるルノー・ブラジルの工場で製造されている。
2014年3月にはロシアで発売された。アフトヴァースの工場（サマラ州トリヤッチ）で生産される。また、2014年にはエジプトで、2代目サンデロとサンデロ・ステップウェイとともに発売された。
2014年12月からアルジェリアのオラン新工場で、ルノー・シンボルとして完全ノックダウン生産を開始した。
2015年8月、新しいロガンはコロンビアで発表され、1,000台が先行販売された。エンビガドのルノーソファサ工場で製造されている。
2021年、Coscharis Motorsはラゴス（ナイジェリア）のアウォヤヤでセミノックダウン組立を開始した。

#### トルコ

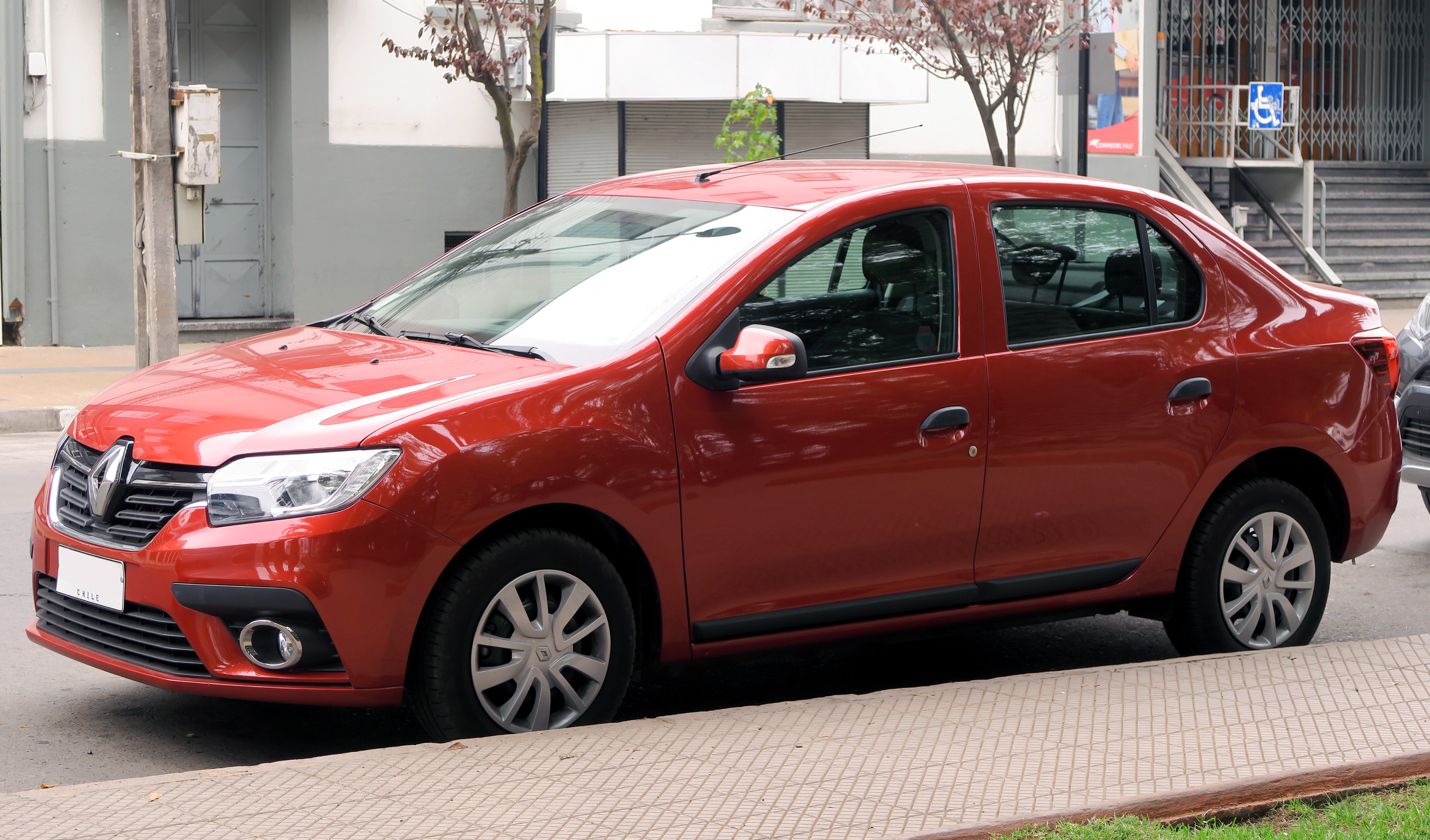
ルノー・シンボル

トルコではリバッジ版として3代目ルノー・シンボルを販売している。2012年のイスタンブールモーターショーで発表され、2013年初頭にトルコ市場で発売。チュニジア、アルジェリア、中東、チリでも発売されたが、モロッコでは発売されなかった。

### 安全性
制動装置として前輪側にディスクブレーキ、後輪側にドラムブレーキを装備している。ほかにも電子制御を利用した安全装備は、スピードリミッター、クルーズコントロール、リアパーキングセンサー、前方および側方のエアバッグ、ABSとESPを標準装備している。

#### ラテンNCAP
2つのエアバッグとESPのない最も基本的なラテンアメリカ仕様のロガンは、2018年にラテンNCAPから大人の乗員で1つ星、幼児で3つ星を獲得した（2010年から2015年より1つ上のレベル）。
2019年には、4つのエアバッグとESPのない最も基本的なラテンアメリカ仕様で、ラテンNCAPから大人の乗員で1つ星、幼児で4つ星を獲得した。一方、4つのエアバッグを備えた最も基本的なラテンアメリカ仕様の改良版は、ラテンNCAPから大人の乗員で3つ星、幼児で4つ星を獲得した。

## モータースポーツ
2021年〜2023年のニュルブルクリンク24時間レースにダチア・カップ上がりの初代モデルが参戦。オリス・ガレージ・レーシングが改造したダチア・カップ・ロガンは、2022年はルノー・メガーヌ用2Lエンジンを搭載し、2023年は更なる出力向上を図るためクリオRS用2Lエンジンに換装。その他メカ系統の殆どをクリオRSから流用し、リアドラムブレーキをディスクブレーキに改造する等、かなりの変更を加えている。
2022年度参戦時には「2022年にマンタ先輩の愛称で親しまれていたオペル・マンタが参戦していない。」「ロガンだけ他車種に比べて明らかに装いが違う。」「下手をするとペースカーやセーフティカーより車速が遅い。」といった理由で1番のイロモノの目で見られており、また「トップ争いをする上位陣と絶妙な位置で鉢合わせする。」といったことから、動くシケインというあだ名が日本のインターネットでミームとなる。最終的に完走を果たした。
2023年も継続参加。昨年の戦績から世界中にファンを獲得し、YouTubeLiveのコメント欄では数コマでもロガンが映ると「Dacia」のコメントで埋め尽くされるほどだったが、残り11時間16分前後にて後続だったポルシェに追突されクラッシュ。ドライバーは救急搬送されるも無事だったが、車両は大破。その後、オリス・ガレージ・レーシングから「もう手に入らないボディにもう手に入らないエンジンなので継続参戦が不可能」という声明が出され、3年のロガンでのモータースポーツ活動を終了すると発表したが、その後世界中から魅了されたファンによる支援が集まり、2025年の復帰を目指すと発表。日本でも昨年のイロモノ的存在であり、またオペル・マンタが参戦することから「マンタ先輩の後輩」として「ダチア後輩」「ダチアくん」として親しまれた。
2025年、1年越しに復帰参戦。参加クラスはSP3T No.300。
いきなりフォーメーションラップをスタートできず、マーシャルに押されてピットに戻るトラブルに見舞われる（エンジントラブルとのこと）。
その後修復作業を終え赤旗時までにはリスタートしていたが、残り7時間8分前後にGT4のアストンマーティンと接触、フロントを損傷しリタイアとなった。結果として再びの全損判定、同一車体での継続参戦は不可能となったが、一週間後に別車体による継続参戦を目指すプロジェクトが発表された。

## 関連事項
- 日産・アプリオ
- ダチア・サンデロ - ロガンベースのハッチバック